# 永久法
永久法（えいきゅうほう、羅: lex aeterna、英: eternal law）とは、主にキリスト教の法律用語で、神を頂点とする世界秩序の法則性を意味する。しばしば永遠法（えいえんほう）とも訳される。
アウグスティヌスのような教父の法理論においては神定法と同義に扱われるが、トマス・アキナスにおいては両者は分離され、神定法は特に聖書によって啓示された法を指す。永久法が人間の自然本性である理性によって把握された場合は、自然法と呼ばれる。